# Ла Сал (Италия)
 Тази статия е за селото в Северна Италия.  За американското градче вижте Ла Сал.  
Ла Са̀л (на италиански и на френски: La Salle, на местен диалект: La Sala, Ла Сала, от 1939 до 1946 г. Sala Doria, Сала Дора) е село и община в Северна Италия, автономен регион Вале д'Аоста. Разположено е на 1001 m надморска височина. Населението на общината е 2102 души (към 2010 г.).